# Fatty cuisinier
Pour plus de détails, voir Fiche technique et Distribution.
Fatty cuisinier (titre original : The Cook) est une comédie burlesque américaine écrite et réalisée par Roscoe Arbuckle, sortie en 1918.

## Synopsis
Fatty (Roscoe Arbuckle) est le chef-cuisinier d'un restaurant dont Buster Keaton est le serveur. Un grand classique de situation dans les comédies burlesques et l'occasion pour Roscoe de montrer sa dextérité à jongler avec les plats et les couteaux  et reprend des gags de Fatty boucher ou Fatty chez lui. Une longue scène du film est une parodie de Theda Bara dans le film Cleopatra sorti l'année précédente, assorti d'une référence (la tête de saint Jean-Baptiste) au film Salomé qu'elle était en train de tourner.
L'irruption du truand (Al St. John) venu faire la caisse est le prétexte à une bagarre et Luke finira par y mettre bon ordre. Ces deux personnages sont les protagonistes d'une course-poursuite qui se déroule en parallèle de la comédie elle-même pour la rejoindre au moment du dénouement. On retrouve nos personnages lors d'un repas pris à l'office à la fin du service et le film se termine par le repos de l'après-midi que Fatty consacre à la pêche non loin d'un parc d'attraction où se trouvent Alice Lake et Buster Keaton. La fin du film est difficile à suivre car le film est fragmenté et incomplet.

## Fiche technique
- Titre : Fatty cuisinier
- Titre original : The Cook
- Réalisation : Roscoe Arbuckle
- Scénario : Roscoe Arbuckle
- Photographie : George Peters
- Montage : Herbert Warren
- Producteur : Joseph M. Schenck
- Société de production : Comique Film Corporation
- Société de distribution : Paramount Pictures
- Pays de production :  États-Unis
- Langue : film muet avec les intertitres en anglais
- Format : Noir et blanc — 35 mm — 1,33:1 — Muet
- Genre : Comédie, Film burlesque
- Durée : 22 minutes (deux bobines)
- Date de sortie :
  - États-Unis : 15 septembre 1918

## Distribution
- Roscoe "Fatty" Arbuckle : Fatty, chef cuisinier
- Buster Keaton : commis de cuisine, serveur.
- Al St. John : le truand
- Alice Lake : la caissière
- John Rand : le propriétaire du restaurant
- Glen Cavender :

Luke, le chien.

## Autour du film
- Longtemps considéré comme perdu ou n'ayant jamais existé[1], une copie presque intégrale de ce film fut retrouvée en mai 1996 dans les caves de l'Institut norvégien du film[2] par Jan Olsson, de l'Université de Stockholm et les travaux de restauration a été faite par le Media Lab à la Bibliothèque nationale de Norvège, sous la direction de Lars Gaustad. Il a été restauré et complété par d'autres fragments retrouvés en Europe, notamment en Hollande. En 1999 la première copie est projetée lors du Haugesund Film Festival en Norvège et aux États-Unis[3].
- Fatty cuisinier est la reprise de nombreux gags tournant autour de la nourriture et du service dans un restaurant mais aussi l'occasion d'innover. La scène du repas de service autour d'un plat de spaghettis est d'une grande inventivité et l'on y retrouve nombre de gags repris ensuite dans d'autres films.
- Le film est surtout remarquable pour son très long[4] plagiat de la danse de Salomé, la tête de saint Jean-Baptiste étant représentée par un chou-fleur… Quelques jours auparavant[5] est présenté le film Salomé de  William Fox avec l'actrice Theda Bara et ce dernier est encore à l'affiche lorsque sort The Cook. Cela démontre la réactivité et la rapidité avec laquelle ces comédies burlesques étaient produites et projetées.